# Talang Tengah II
Talang Tengah II is een bestuurslaag in het regentschap Bengkulu Tengah van de provincie Bengkulu, Indonesië. Talang Tengah II telt 458 inwoners (volkstelling 2010).